# جی راسل
جی راسل (انگلیسی: Jay Russell؛ زادهٔ ۱۰ ژانویهٔ ۱۹۶۰) کارگردان، فیلم‌نامه‌نویس و تهیه‌کننده اهل ایالات متحده آمریکا است. وی از سال ۱۹۸۷ میلادی تاکنون مشغول فعالیت بوده‌است.